# Pirheliómetro

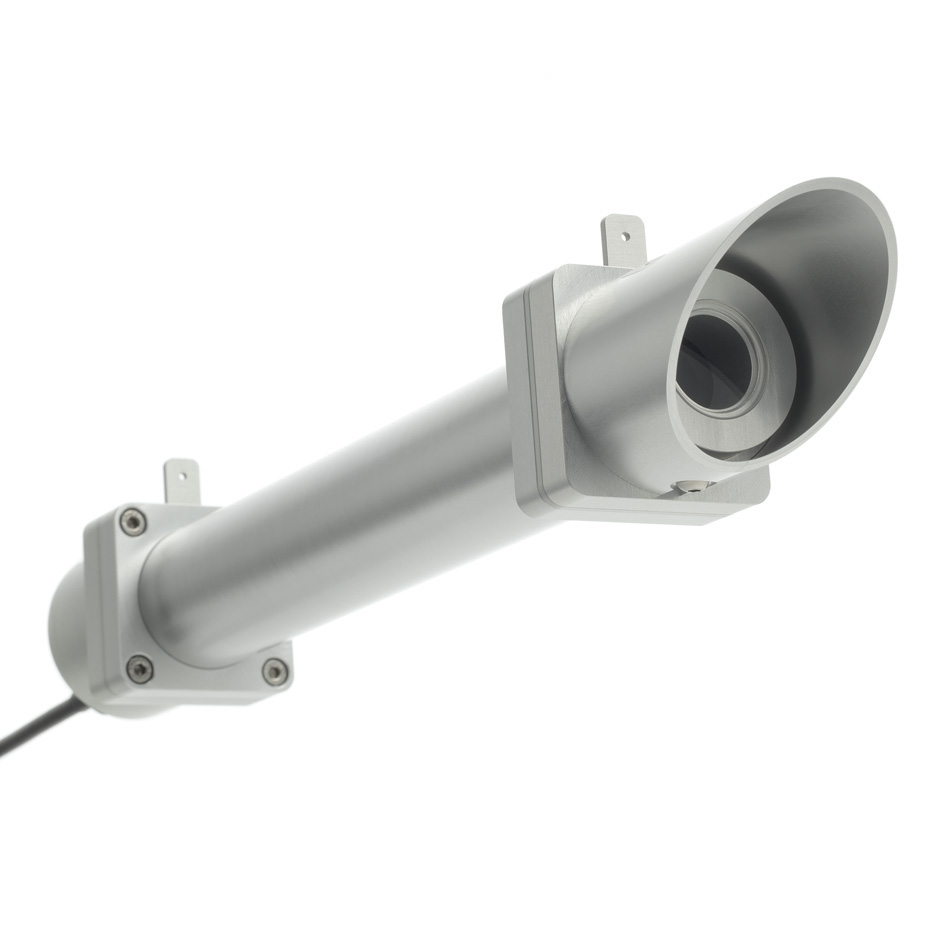
Un pirheliómetro de investigación

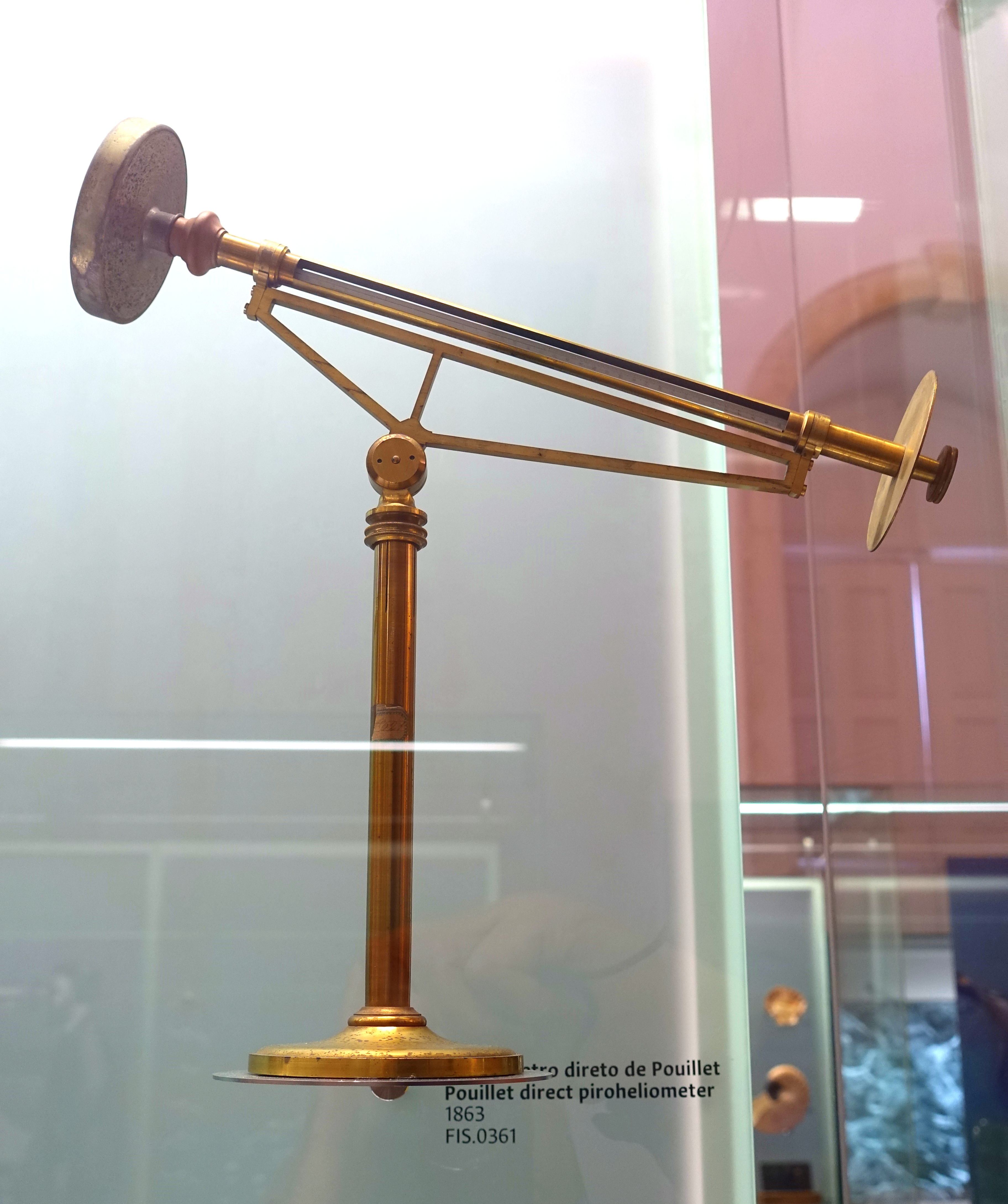
Pirheliómetro de Pouillet, 1863. Expuesto en el Museo de Ciencias de la Universidad de Coimbra, Portugal

Un pirheliómetro es un instrumento para la medición de la irradiancia de un haz de luz solar. La luz del sol entra en el instrumento a través de una ventana y es dirigida sobre una termopila, que convierte el calor en una señal eléctrica que se puede grabar. El voltaje de la señal es convertido a través de una fórmula para medir vatios por metro cuadrado. Se utiliza junto con un sistema de seguimiento solar para mantener el instrumento orientado al sol. El pirheliómetro se utiliza a menudo en la misma configuración con un piranómetro.
El primer pirheliómetro fue desarrollado entre 1837 y 1838 por el físico francés Claude Pouillet (1790-1868) para realizar las primeras medidas cuantitativas del calor emitido por el sol. El valor que obtuvo para la constante solar fue de 1228 W/m², lo suficientemente cercano de la estimación actual, que es 1367 W/m². Luego, de acuerdo con la ley de Dulong y Petit, estimó que la temperatura del sol era de unos 1800 °C. (Este valor fue revaluado en 1879 por Josef Stefan a los 5430 °C.)

## Normas
Las especificaciones de medición de los pirheliómetros están sujetos a los estándares de la Organización Internacional para la Normalización (ISO) y de la Organización Meteorológica Mundial (OMM). Las comparaciones entre pirheliómetros para su intercalibración se llevan a cabo con regularidad para medir la cantidad de energía solar recibida.
El objetivo de esas comparaciones internacionales que tienen lugar cada 5 años en el Centro Mundial de Radiación en Davos es asegurar la transferencia mundial de la World Radiometric Reference. Durante ese evento todos los participantes llevan a Davos sus instrumentos, sistemas de seguimiento solar y de adquisición de datos para llevar a cabo mediciones de radiación solar simultáneas con el World Standard Group.

## Aplicaciones
Las aplicaciones más comunes de las mediciones con pirheliómetros son las observaciones meteorológicas científicas y del clima, la investigación de ensayos de materiales y la evaluación de la eficiencia de los captadores solares y dispositivos fotovoltaicos.